# Changdao, Shandong
Changfao var ett härad inom staden Yantai i provinsen Shandong i norra Kina. År 2020 blev det en del av stadsdistriktet Penglai. 